# Папа Конон
Папа Конон (лат. Conon; 21. септембар 687.) је био 83. папа од 21. октобра 686. до 21. септембра 687.